# Sommerfuglelavendel
Sommerfugle-Lavendel (Lavandula stoechas) er en stedsegrøn busklignende plante af læbeblomst-familien, der især dyrkes for sine æteriske olier, der blandt andet udnyttes i luftfriskere, men også i insekticider. 

## Beskrivelse
Busken har pink eller violette blomster, der fremkommer på en stamme (aks). Sommerfugle-Lavendelen kan blive 30-100 cm høj med 1-4 cm lange, grålige blade. Blomsterne udvikler sig på de øverste par centimeter af den 10-30 cm høje stamme. 

## Hjemsted
Planten hører naturligt hjemme i Middelhavsområdet på makier, men er også indført i Australien, hvor den dog med gode vækstbetingelser har spredt sig så meget, at den flere steder regnes for ukrudt.